# Hauttyp
Der Hauttyp ist eine Charakterisierung der Haut zum Beispiel bezüglich der Sonnenempfindlichkeit. Die Empfindlichkeit gegenüber der schädigenden Sonnenstrahlung ist vor allem von genetischen Faktoren abhängig. Die Haut ist über den Körper unterschiedlich gefettet (meist Mischhaut). Bei einer Überproduktion von Talg entstehen seborrhoische Hautbereiche. Die Hautbeschaffenheit hängt weiter stark vom Alter und von Umweltfaktoren, der Hautalterung, ab; eine Bestimmung ihrer Eigenschaften erfolgt in der Kosmetik zum Beispiel durch Messung der Hautelastizität, Hautfeuchtigkeit und des Transepidermalen Wasserverlustes. In Zusammenhang mit der Begutachtung von Altersflecken und Erkennung von Hautkrebs ist der Hauttyp ebenfalls von Bedeutung.

## Sonnenempfindlichkeit
Die Sonnenempfindlichkeit der Haut ist abhängig vom Hauttyp und vom UV-Index.
Die Eigenschutzzeit ist die Zeitdauer, für die man im Laufe eines Tages die ungebräunte Haut der Sonne maximal aussetzen kann, ohne dass die Haut rot oder gerötet wird. Je nach Hauttyp beträgt die Eigenschutzzeit zwischen drei Minuten für sehr helle Haut (Hauttyp I) und vierzig Minuten für die mediterrane bräunliche Haut (Hauttyp IV). Sie wird standardisiert bei UV-Index 8 (Mittagssonne im Sommer in Mitteleuropa).
Bei höherem UV-Index (Hochgebirge, Mittelmeer, Tropen) und bei reflektierender Umgebung (Wasser, Schnee, Sand) ist die Eigenschutzzeit deutlich niedriger. Bei einer in Wochen an Sonne gewöhnten Haut – jedoch nicht nach Anwendung von Selbstbräunern oder bei Solariumbräune – ist die Eigenschutzzeit höher.
Multipliziert man die Eigenschutzzeit mit dem Lichtschutzfaktor der Sonnencreme ergibt sich die maximal mögliche Zeit an der Sonne ohne Sonnenbrand bei UV-Index 8. Eine Eigenschutzzeit von 20 Minuten und ein Lichtschutzfaktor 10 ergibt beispielsweise 200 Minuten theoretisch mögliches Sonnenbad. Innerhalb der letzten 24 Stunden erfolgte Aufenthalte an der Sonne sind dabei zu berücksichtigen. Auch mit Sonnenschutz sollte daher der Aufenthalt in der Sonne auf ein gesundheitlich unbedenkliches Maß beschränkt bleiben.

## Hauttypen nach Fitzpatrick

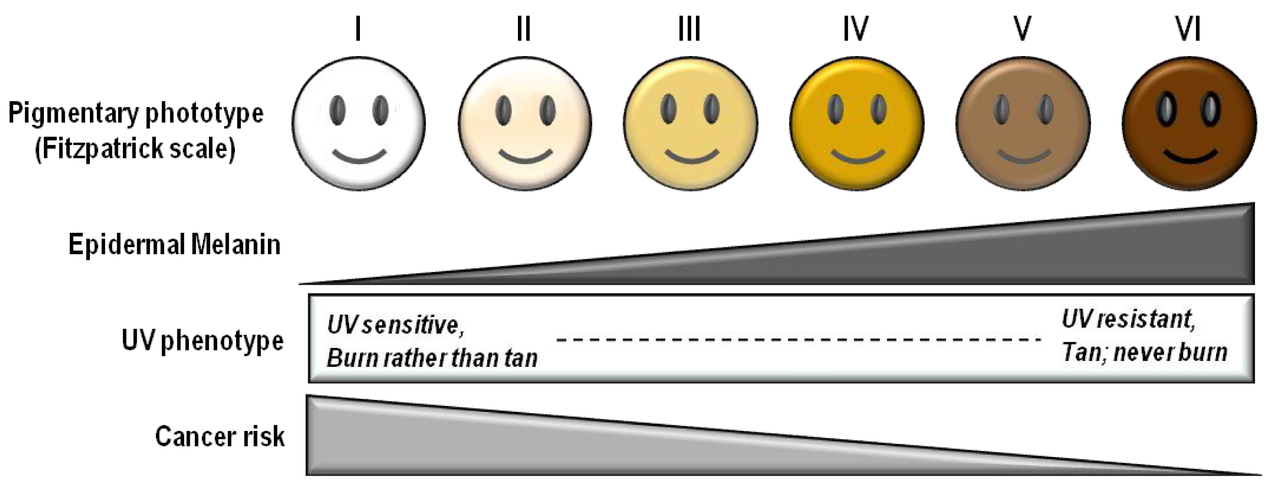
Skala der Hauttypen nach Fitzpatrick

1975 entwickelte der US-amerikanische Dermatologe Thomas Fitzpatrick (1919–2003) eine Einteilung, um bei hellhäutigen Menschen eine auf den Hauttyp abgestimmte Dosierung bei der therapeutischen Anwendung von PUVA zu ermöglichen. Die ursprüngliche Klassifizierung umfasste die Typen I bis IV (weißhäutig) und wurde später durch die Typen V (braune Haut) und VI (schwarze Haut) erweitert.
Bei dieser heute gebräuchlichen Klassifikation ist insofern zur Vorsicht geraten, als die Hautfarbe nur ein Indiz sein kann, letztendlich aber der prozentuale Gehalt von Eumelanin in der Haut für die Hauttypenfrage ausschlaggebend ist. Der wichtigste Faktor für die Bestimmung des Hauttyps ist die Farbe der unbestrahlten Haut bei Tageslicht, gleichwohl sind beobachtetes Bräunungsverhalten und Sonnenbrandneigung relativ zuverlässige Indikatoren. Die sichere Bestimmung des Hauttyps ist durch die Messung des Eumelanin-Anteils in der Haut bei einem Hautarzt möglich.
Auch erscheint es problematisch, einen Hauttyp lediglich durch eine einzelne Abbildung zu repräsentieren, da es auch innerhalb einer Hauttypenklasse Variationen gibt und die Skala der Hauttypen unterschiedlich große Klassen aufweist. So wird innerhalb der Hauttypen I–IV deutlich stärker differenziert.
Die Zuordnung zu einem Hauttyp hängt von der Menge des individuell produzierten Melanins ab, die nicht in Zusammenhang mit der Zahl der Melanozyten steht. Melanin wird aber innerhalb einer gewissen Bandbreite auch durch Sonnenbestrahlung (Ultraviolettstrahlung) vermehrt gebildet.

### Typ I („keltischer Typ“)
- Merkmale
  - sehr helle Hautfarbe
  - sehr helle Brustwarzen
  - rötliches oder hellblondes Haar
  - blaue, grüne oder hellgraue Augen
  - Sommersprossen
  - wird nicht braun, sondern bekommt Sommersprossen
  - sehr häufig Sonnenbrand
  - sehr hohes Hautkrebsrisiko
- Eigenschutzzeit
  - <10 Minuten
- Empfohlene Sonnenschutzmaßnahmen
  - Schatten vorziehen, besonders über Mittag
  - Hut mit Nackenschutz
  - Arme und Oberkörper geeignet bekleiden
  - Sonnenbrille mit UV-Schutz
  - Nase, Ohren und Lippen besonders schützen
- Empfohlener Lichtschutzfaktor
  - UV-Index 3–4: 15
  - UV-Index 9+: 25–35

### Typ II („nordischer Typ“)
- Merkmale
  - helle Hautfarbe
  - mäßig pigmentierte Brustwarzen
  - blonde, hellbraune Haare
  - blaue, graue oder grüne Augen
  - oft Sommersprossen
  - langsame, minimale Bräunung
  - häufig Sonnenbrand
  - hohes Hautkrebsrisiko
- Eigenschutzzeit
  - 10–20 Minuten
- Empfohlene Sonnenschutzmaßnahmen
  - Schatten vorziehen, besonders über Mittag
  - Hut mit Nackenschutz
  - Arme und Oberkörper geeignet bekleiden
  - Sonnenbrille mit UV-Schutz
  - Nase, Ohren und Lippen besonders schützen
- Empfohlener Lichtschutzfaktor
  - UV-Index 3–4: 10–15
  - UV-Index 9+: 20–25

### Typ III („Mischtyp“)
- Merkmale
  - mittelhelle Hautfarbe
  - mäßig braune Brustwarzen
  - dunkelbraunes oder hellbraunes, dunkelblondes Haar, manchmal auch blondes oder schwarzes Haar
  - braune, blaue, grüne oder graue Augen
  - kaum Sommersprossen
  - langsame, aber fortschreitende Bräunung bis hellbraun
  - manchmal Sonnenbrand, es besteht die Gefahr auf Hautkrebs
- Eigenschutzzeit
  - 20–30 Minuten
- Empfohlene Sonnenschutzmaßnahmen
  - Sonne über Mittag meiden
  - Kopfbedeckung und Sonnenbrille
  - Lippen und Nacken besonders schützen
- Empfohlener Lichtschutzfaktor
  - UV-Index 3–4: 10–15
  - UV-Index 9+: 15–20

### Typ IV („mediterraner Typ“)
- Merkmale
  - bräunliche oder olivfarbene Haut auch in ungebräuntem Zustand
  - dunkle Brustwarzen
  - braunes oder schwarzes Haar
  - braune Augen
  - keine Sommersprossen
  - schnelle Bräunung bis mittelbraun
  - selten Sonnenbrand
  - niedriges Hautkrebsrisiko
- Eigenschutzzeit
  - >45 Minuten
- Empfohlene Sonnenschutzmaßnahmen
  - Kopfbedeckung und Sonnenbrille
  - in den Bergen und am Meer Nase, Lippen und Nacken besonders schützen
- Empfohlener Lichtschutzfaktor
  - UV-Index 3–4: 10
  - UV-Index 9+: 15

### Typ V
- Merkmale
  - dunkle bis hellbraune Haut auch in ungebräuntem Zustand, oft ein grauer Unterton
  - schwarzes Haar
  - braune Augen
  - keine Sommersprossen
  - schnelle Bräunung bis dunkelbraun
  - kaum Sonnenbrand
  - niedriges Hautkrebsrisiko, trotzdem ist Vorsicht geboten
- Eigenschutzzeit
  - >60 Minuten
- Empfohlene Sonnenschutzmaßnahmen
  - Kopfbedeckung und Sonnenbrille
  - in den Bergen und am Meer Nase, Lippen und Nacken besonders schützen
- Empfohlener Lichtschutzfaktor
  - UV-Index 3–4: 4
  - UV-Index 9+: 8

### Typ VI
- Merkmale
  - dunkelbraune bis schwarze Haut auch in ungebräuntem Zustand
  - schwarzes Haar
  - braune Augen
  - keine Sommersprossen
  - kaum Sonnenbrand
  - niedriges Hautkrebsrisiko
- Eigenschutzzeit
  - >90 Minuten
- Empfohlene Sonnenschutzmaßnahmen
  - Kopfbedeckung und Sonnenbrille
  - in den Bergen und am Meer Nase, Lippen und Nacken besonders schützen
- Empfohlener Lichtschutzfaktor
  - UV-Index 3–4: 2
  - UV-Index 9+: 4

## Hautfarben nach Luschan

Felix von Luschan – Skala der Hautfarben

Die von Felix von Luschan (1854–1924) entwickelte Von-Luschan-Skala diente der Bestimmung der Hautfarbe. Diese historische Klassifikation ist mit 36 Stufen deutlich feiner als die Einteilung nach Fitzpatrick. Für die Einschätzung des individuellen Risikos bei Sonnenbrand und Hautkrebs erscheint die Einteilung nach Fitzpatrick ausreichend.